# Малпас
Малпас (англ. Malpas) — торговый город и гражданский приход в составе унитарного графства Западный Чешир и Честер и церемониального графства Чешир. Расположен недалеко от границы с графствами Шропшир и Уэльс, и по данным переписи 2011 года, его население составляло 1673 человека.
Название происходит от старофранцузского и означает плохой/трудный проход.
В приходе также когда-то было местечко под названием Чатулл, название которого засвидетельствовано в 1333 году как Нант-Чатулл. Это примечательно тем, что первый элемент Чатулла, как полагают, происходит от общего бретонского языка, от слова, сохранившегося в современном валлийском как coed (дерево). Это слово, должно быть, было самостоятельным названием местности, которое, будучи заимствовано в английский язык, затем стало основой для нового названия местности — Чатулл, второй элемент которого происходит от древнеанглийского hyll (холм) и, следовательно, означает холм в Чате. В более поздний период, когда английский язык стал менее распространенным в Чешире в пользу валлийского, к названию было добавлено валлийское слово nant (дерево):280.
Когда-то Малпас обслуживался станцией железной дороги Уитчерч-Таттенхолл.
Дорога B5069 проходит через город от границы Англии и Уэльса к шоссе A41 возле Хэмптон-Хит. Дорога B5395 отходит от автомагистрали A41 у Гриндли-Брук и направляется в сторону Малпаса.
Телевизионные сигналы принимаются только от передатчика Wrekin TV, который транслирует BBC West Midlands и ITV Central. Однако BBC North West и ITV Granada можно принимать с помощью кабельного и спутникового телевидения, такого как Freesat и Sky.
Город освещается в медиа как BBC Radio Stoke, так и BBC Radio Shropshire, включая Heart Cheshire и Северо-Восточный Уэльс, Capital North West & Wales и Dee Radio.
Местные газеты предоставляются издательствами Whitchurch Herald и Chester Chronicle.